# For All We Know
For All We Know è un brano musicale del 1970 scritto da Fred Karlin (musica), Jimmy Griffin e Robb Royer (testo) per il film Amanti ed altri estranei. 
Nell'ambito dei Premi Oscar 1971 la canzone ha vinto l'Oscar alla migliore canzone.
Il brano, originariamente interpretato da Larry Meredith, è stato pubblicato come singolo dal gruppo The Carpenters nel 1971, estratto dall'album Carpenters.

## Versione dei The Carpenters

### Tracce
- 7"

1. For All We Know
2. Don't Be Afraid

### Formazione
- Karen Carpenter - voce, cori
- Richard Carpenter - cori, piano, organo Hammond, piano Wurlitzer elettrico
- Joe Osborn - basso
- Hal Blaine - batteria, hi-hat
- Earle Dumler - oboe